# Etting
Etting – miejscowość i gmina we Francji, w departamencie Mozela, w regionie Lotaryngia. Według danych na rok 2009 gminę zamieszkiwały 763 osoby.